# Fletxa Valona 2009
La Fletxa Valona 2009 es va disputar el dimecres 22 d'abril de 2009, entre Charleroi i Huy, sobre un recorregut de 200 kilòmetres. Aquesta fou la 73a edició de la Fletxa Valona i fou guanyada per l'italià Davide Rebellin. Als seus 37 anys passà a encapçalar el palmarès de la prova, amb tres victòries, junt al seu compatriota Moreno Argentin i els belgues Marcel Kint i Eddy Merckx.
La prova va estar marcada per una llarga escapada, que arribà a tenir a comptar amb més de 15 minuts d'avantatge, formada pel francès Christophe Moreau i el japonès Fumiyuki Beppu. A 24 quilòmetres de l'arribada foren agafats pel grup de favorits.
Diversos ciclistes van intentar escapolir-se d'aquest grup abans de l'ascensió al Mur de Huy, la darrera ascensió de la cursa, però cap ho aconseguí. Un cop al Mur David Le Lay saltava del grup, encapçalat per Cadel Evans. A pocs metres de l'arribada Evans superà el francès. Al mateix temps Andy Schleck i Davide Rebellin, també superaven Evans. Rebellin demostrà tenir una punta de velocitat superior i superà Andy Schleck i Damiano Cunego.

## Classificació
|     | Ciclista           | Equip                        | Temps      |
| --- | ------------------ | ---------------------------- | ---------- |
| 1.  | Davide Rebellin    | Serramenti PVC Diquigiovanni | 4h 42' 15" |
| 2.  | Andy Schleck       | Saxo Bank                    | + 2"       |
| 3.  | Damiano Cunego     | Lampre-N.G.C.                | + 2"       |
| 4.  | Samuel Sánchez     | Euskaltel-Euskadi            | + 7"       |
| 5.  | Cadel Evans        | Silence-Lotto                | + 7"       |
| 6.  | Thomas Lövkvist    | Team Columbia-High Road      | + 7"       |
| 7.  | Alejandro Valverde | Caisse d'Epargne             | + 11"      |
| 8.  | Simon Gerrans      | Cervélo Test Team            | + 11"      |
| 9.  | Michael Albasini   | Team Columbia-High Road      | + 11"      |
| 10. | Rinaldo Nocentini  | Ag2r-La Mondiale             | + 15"      |